# 再興燒臘飯店

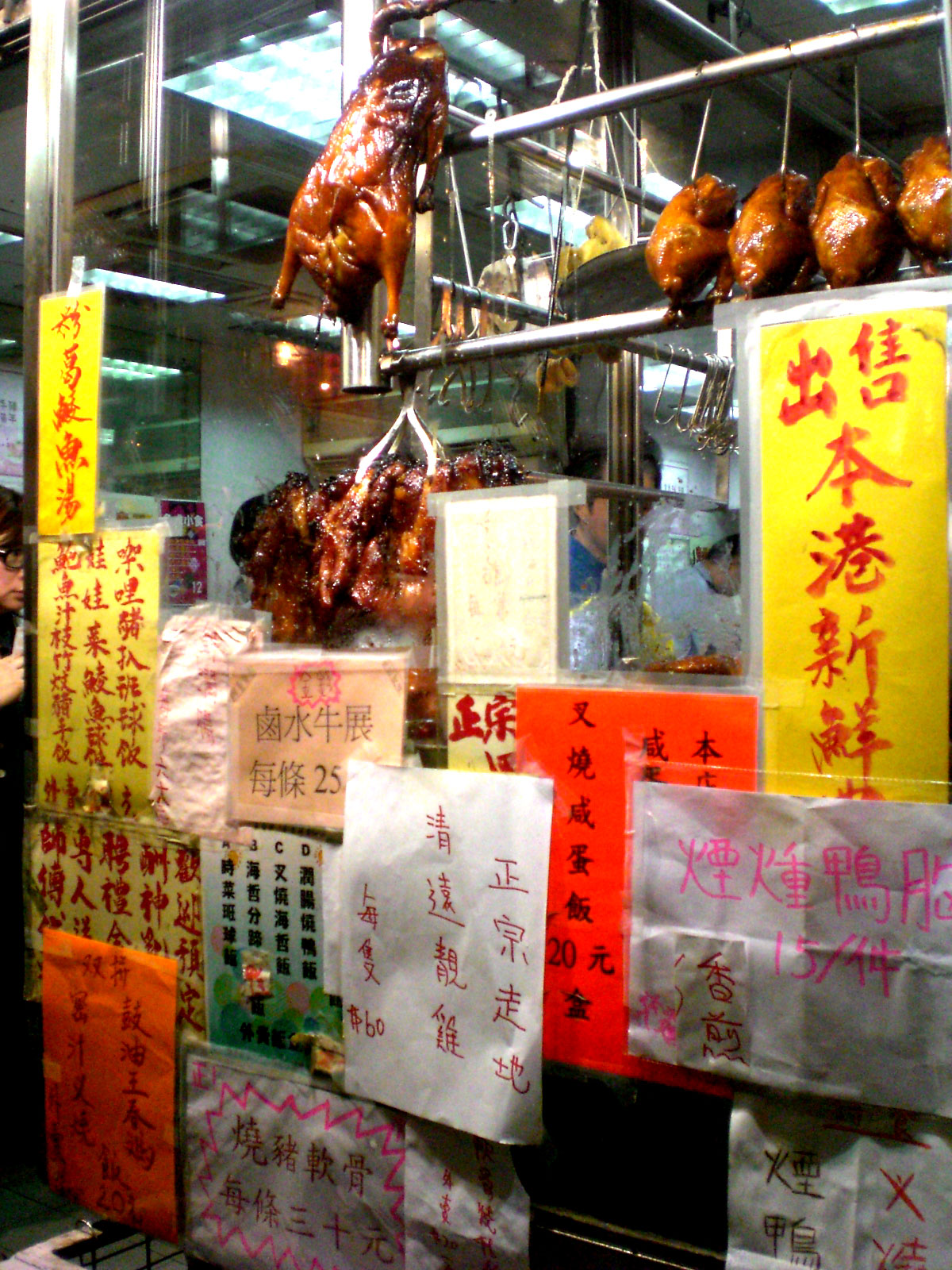
再興燒臘飯店櫥窗

22°16′42″N 114°10′36″E / 22.278385°N 114.176606°E
再興燒臘飯店是香港知名廣東燒味店，其家族於光緒末年起經營廣東燒臘。2014年10月30日，獲入選2015年《米芝蓮指南香港澳門》車胎人美食，被香港旅遊發展局評為「紅牌館子」，美國CNN形容「再興是叉燒的同義辭」及「四十款生命中不能或缺的香港食品」。再興現由第四代傳人周巧和掌舵。

## 歷史
再興由一個潮州人家庭於清光緒末年開始經營，第一次世界大戰前於灣仔開業，香港淪陷時期一度休市，戰後飯店按照鄉里建議以「復興」名字經營，後更名為「再興」。
該店初期只是一間位於灣仔克街的大排檔，1980年代期間，克街重建工程展開，街道上的大排檔被當時的市政局收回牌照，該店於是遷往灣仔史釗域道，經營至今。
迄今百年，該店仍保留不少戰前的煮食方法。燒爐是二戰前的款式，連溫度計也欠奉，只靠師傅以一雙手反覆觸摸燒爐的溫度。調味時，店家仍習慣把一桶又一桶的香料，傾倒入汁料內，反覆試出合符當天的口味，店內的試味員均有40年工作經驗。這些做法雖然令該店保留濃烈的古早味道，卻不能像連鎖快餐店般把口味工廠化和標準化。
這些古老傳統在近年屢受變更，其中市政局（今食環署）不再印發室內碳爐牌照，再興須轉用明火爐；傳統上白切雞肉講求骨血，肉要熟，骨要帶血，但1997年香港禽流感爆發，因應客人擔心，再興已不再提供半生熟雞肉。

## 軼事
該店以叉燒等燒臘名氣較大，但亦有一些以奇怪名字命名的菜式。1950年至1960年代，黃飛鴻題材的電影風行香港影壇，店內亦以黃飛鴻為「冬瓜火腩肉絲炆飯」命名。據店東憶述，店舖早年曾聘請一名有口吃問題的伙記，落單時總是說：「冬…冬冬…瓜…火火火…腩…肉肉肉…絲炆飯」，有客人嘲笑該名伙記說話活像黃飛鴻電影中的角色牙擦蘇，於是該菜式亦以「黃飛鴻」命名，方便落單。
該店另一味菜式叫神秘，意指羊腩煲，每年冬天供應。自英國佔領香港後，香港嚴禁進食狗肉，華人店舖常以神秘香肉暗指狗肉，約於1970至1980年代，再興供應羊腩煲，並備以某些香料調製，有客人問起秘方時，店主經常戲劇性地說：「少聲點！這是神秘香肉。」自此，一些客人買這味羊腩煲時，也會神秘兮兮、壓低聲線說：「給我一個神秘。」但店內出售的，實為羊肉。
2009年3月，香港海關指再興及四間燒臘店售賣的燒肉不足秤，再興指一直沿用業內慣例，一斤燒肉會搭上數両骨，即使客人說不要骨頭，費用亦計算在內。再興的知名度，令這行規成為多份主要報紙的頭條新聞內容。父親經營燒臘店的第四屆香港立法會議員甘乃威指賣燒肉搭豬骨是老行規，豬雜佔全豬逾一成重量，燒臘店慣常把它算入客人成本，但時代已變，建議業界更替舊行規。同月，再興公布放棄傳統中式秤，引入電子磅及新式秤重辦法，並在店外設置「公磅」，讓顧客翻查食物重量。有傳媒派臥底顧客到再興購一斤肉，反而多了一兩。

## 外部連結
- 再興＠Openrice （页面存档备份，存于）
- YouTube上的香港微视：世代留传的烧味手艺.（简体中文）